# Монтедоменико (Ђенова)
Монтедоменико је насеље у Италији у округу Ђенова, региону Лигурија.
Према процени из 2011. у насељу је живело 222 становника. Насеље се налази на надморској висини од 227 м.